# Consueverunt Romani Pontifices

Brasão do Papa Pio V.

Consueverunt Romani Pontifices é uma bula papal do Papa Pio V emitida em 17 de setembro de 1569 sobre o rosário. Esta bula papal instituiu a essência da configuração atual do rosário.
O Papa deixou claro que existem dois elementos essenciais do Rosário: a oração vocal e a oração mental.
A bula papal refere-se às raízes dominicanas do Rosário e ao fato de que, como um jovem frade, o Papa Pio V havia sido membro da Ordem Dominicana:
E assim Domingos procurou aquela forma simples de orar e suplicar a Deus, acessível a todos e totalmente piedosa, que se chama Rosário, ou Saltério da Santíssima Virgem Maria, em que a mesma Santíssima Virgem é venerada pela saudação angelical repetida cento e cinquenta vezes, isto é, de acordo com o número do Saltério Davídico, e pelo Pai-Nosso a cada dezena. Interpostas com essas orações estão certas meditações que mostram toda a vida de Nosso Senhor Jesus Cristo, completando assim o método de oração idealizado pelos Padres da Santa Igreja Romana.
Nesta bula papal Pio V também confirmou os indultos e indulgências que seus predecessores haviam concedido aos que rezam o Rosário. Este documento de 1569 é distinto de uma Carta Apostólica com o mesmo título emitida em novembro de 2000, que declarou a igreja de Santo Egídio em Bardejov, Eslováquia, uma basílica menor.